# 旧金山费尔蒙特酒店

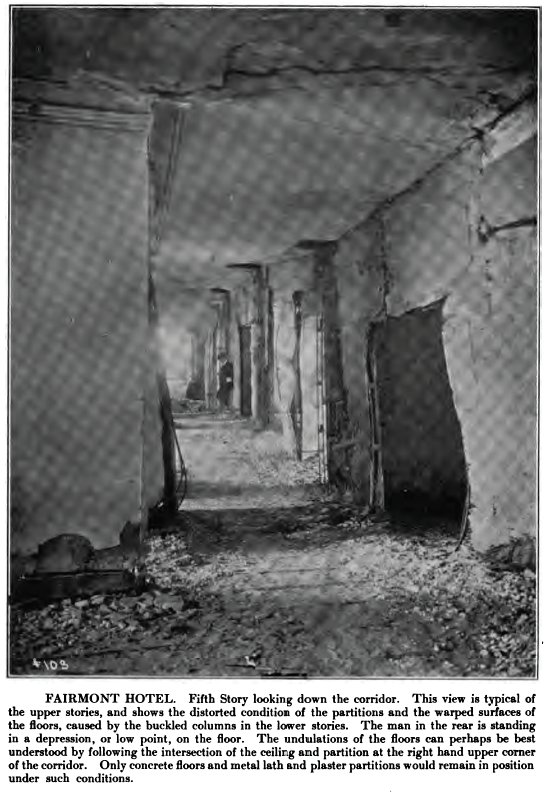
1906年舊金山大地震对5楼造成的损害

旧金山费尔蒙特酒店（The Fairmont San Francisco）是一间位于美国旧金山诺布山街区梅森街的豪华酒店，属于國家史蹟名錄之一。
1906年舊金山大地震前，建筑工程差不多完成了。地震后虽然结构幸存下来，但内部遭到大火的严重损坏，推迟直到1907年开放。建筑师和工程师朱莉娅·摩根被聘为修复建筑物，因为她当时的创新使用钢筋混凝土建筑物，可抵御地震和其他灾害。2014年7月時，該酒店平均每晚房費409美元。